# Taraxacum abnorme
Taraxacum abnorme, trajnica, vrsta maslačka, endemska vrsta iz Bugarske Vrsta je opisana 2022. u Phytotaxa 569: 90. 2022.